# Molophilus setosistylus
Molophilus setosistylus är en tvåvingeart som beskrevs av Alexander 1952. Molophilus setosistylus ingår i släktet Molophilus och familjen småharkrankar. Inga underarter finns listade i Catalogue of Life.